# Federazione pugilistica della Croazia
La Hrvatski Boksački Savez (HBS) è una federazione sportiva croata, riconosciuta dal HOO e affiliata alla International Boxing Association (AIBA), che governa lo sport del pugilato. Fondata il 22 novembre 1921 a Zagabria.